# Sunshine (2024)
Sunshine ist ein philippinischer Spielfilm für Jugendliche unter der Regie von Antoinette Jadaone aus dem Jahr 2024. Der Film hatte im September 2024 auf dem Toronto International Film Festival Weltpremiere und feierte im Februar 2025 auf der Berlinale seine internationale Premiere in der Sektion Berlinale Generation 14plus.

## Handlung
Die Philippinen sind eines der wenigen Länder, in den Abtreibung in keinem Fall erlaubt ist. Als die begabte junge Turnerin Sunshine daher kurz vor ihrer Aufnahme in die Nationalmannschaft zu Hause einen Schwangerschaftstest ausführt und dieser ein positives Ergebnis zeigt, bricht für sie eine Welt zusammen. Verwirrt nimmt sie einen Jeepney-Kleinbus und bittet den Fahrer, sie irgendwo hinzufahren. Der Name des Jeepneys, Gottesgabe, scheint ihre Werte auf die Probe zu stellen.
Die konservative, katholisch geprägte Kultur, der fehlende Zugang zu sicheren Abtreibungsmöglichkeiten und die Verantwortungslosigkeit ihres Ex-Freundes stellen große Herausforderungen für die junge Frau dar.
Voller Angst, aber immer noch zur Fortsetzung ihrer Karriere entschlossen, versucht Sunshine in den dunklen Ecken eines Marktes, an illegale Abtreibungsmedikamente zu kommen. Dabei begegnet sie einer geheimnisvollen jungen Frau, die mehr über sie zu wissen scheint als sie selbst. Von dieser Phantasiefreundin, zu der die Regisseurin durch Taika Waititis Jojo Rabbit inspiriert wurde, bekommt die junge Frau Unterstützung. Diese stellt etwa Sunshines Entscheidung in Frage, sich Medikamente für eine Abtreibung zu besorgen, und drängt sie in der nächsten Szene dazu, das Armaturenbrett des Autos ihres Ex-Freundes zu zertrümmern. Starke Zuwendung kommt auch von Sunshines älterer, alleinerziehender Schwester, die als junges Mädchen schwanger wurde. Trotz ihrer gravierenden Probleme verliert Sunshine ihren Humor nicht.

## Produktion

### Filmstab
Regie führte Antoinette Jadaone, von der auch das Drehbuch stammt. Die Kameraführung lag in den Händen von Pao Orendain, die Musik komponierte Rico Blanco und für den Filmschnitt war Benjamin Tolentino verantwortlich. Für das Sound Design waren Srey Moch Kim und Vincent Villa zuständig. Für die Hauptrolle der Sunshine wurde Maris Racal ausgewählt.
Produziert wurde der Film von Bianca Balbuena, Geoderic Lomuntad und Dan Villegas. Produktionsfirmen waren Anima, Cloudy Duck Pictures, Happy Infinite Productions und Projects 8 Projects.

### Dreharbeiten und Veröffentlichung
Einige Filmszenen spielen in der Quiapo-Kirche, vermutlich eine der bekanntesten religiösen Stätten auf den überwiegend katholischen Philippinen.
Sunshine wurde auf dem Toronto International Film Festival am 13. September 2024 zum ersten Mal gezeigt, danach auf dem Palm Springs International Film Festival am 4. Januar 2025. Der Film feierte im Februar 2025 auf der Berlinale seine internationale Premiere in der Sektion Berlinale Generation 14plus.

## Rezeption
Die ICS (International Cinephile Society) vergab vier von fünf möglichen Sternen und lobte vor allem die schauspielerische Leistung der Hauptdarstellerin. Das Spiel von Maris Racal zeichne sich durch hohe physische Präsenz aus, sodass sie in der Rolle einer Tänzerin sehr glaubwürdig wirke. Darüber hinaus gelinge es ihr aber auch, die Achterbahnfahrt von Sunshines Gefühlen überzeugend zu vermitteln. Der weibliche Blickwinkel komme dem Film sehr zugute: Ungewollte Schwangerschaft ist ein Tabuthema auf den konservativen Philippinen. Es löst dort keine Empathie aus. Der Film jedoch sieht von jeglicher Verurteilung der Hauptfigur ab.
Auf IMDb erhielt der Film 8,6 von 10 möglichen Sternen.

## Auszeichnungen
- 2025: Gläserner Bär für den besten Film der Jugendjury Generation 14plus, 75. Internationale Filmfestspiele Berlin 2025